# Chortís

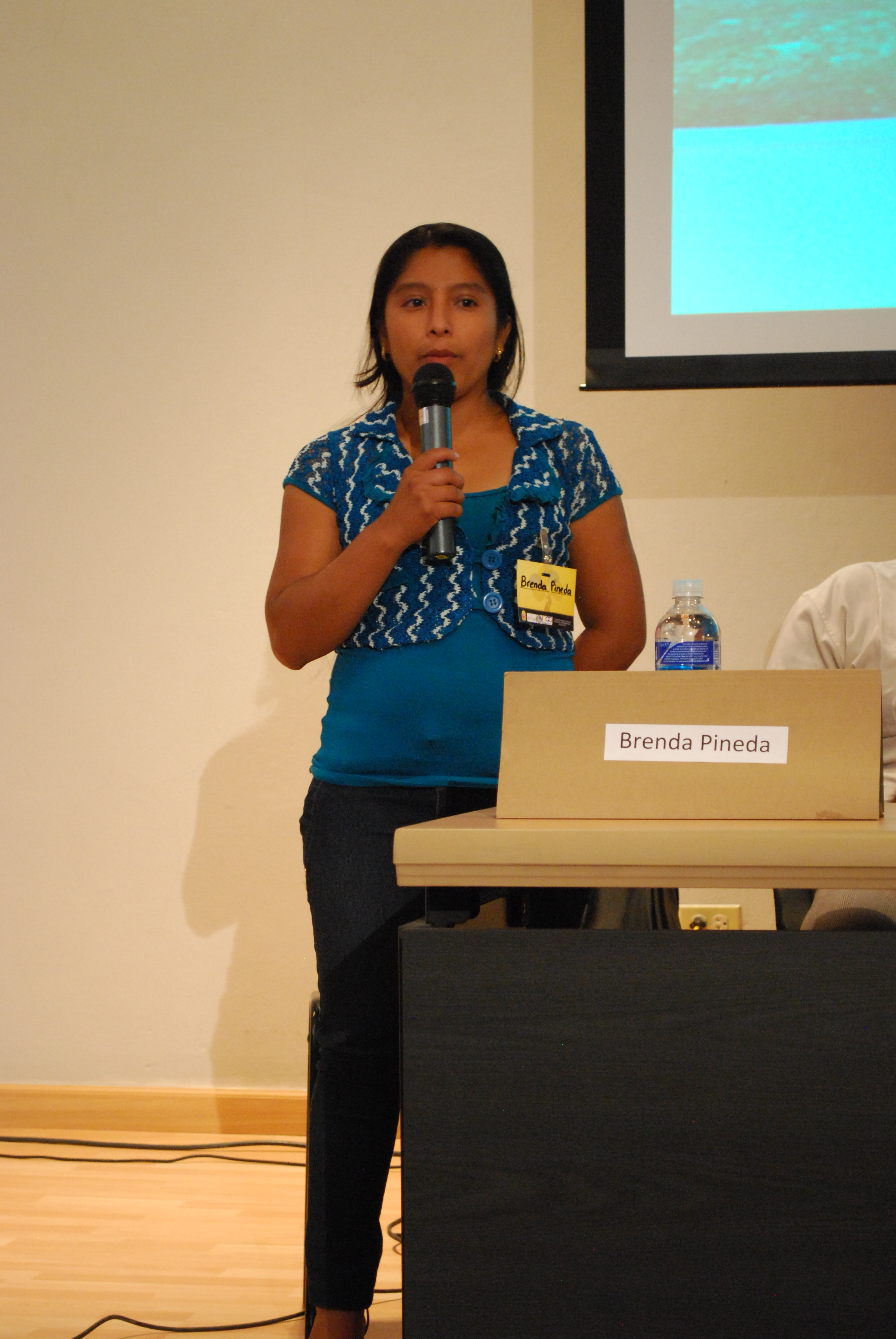
Brenda Suyapa Pineda representa a los chortís de Honduras en un congreso en la Universidad Nacional Autónoma de Honduras.

Los chortís son un pueblo indígena de Guatemala, El Salvador y Honduras, y descendientes de la civilización maya cuyo centro cultural y político se situaba en Copán. En la actualidad hay aproximadamente más de 60 000 chortís, alrededor de 52 000 en el departamento de Chiquimula, Guatemala, y 11,000 en los departamentos de Copán, Ocotepeque, Cortés y Santa Bárbara en el noroeste de Honduras.

## Historia
Habitaron muchas zonas entre ellas el sitio arqueológico hondureño de Copán. Para principios del siglo XVI los chortís se organizaban en una confederación conocida como reino o señorío Payaquí. Durante la conquista española fueron liderados por Copán Galel quien presentó resistencia en la actual Copán Ruinas en Honduras y posteriormente en Citalá, El Salvador, siendo en esta última derrotado con lo cual aceptó la rendición y el catolicismo.

### sigloXXXa.C.
Entre 1970 y 1972 se lleva a cabo la reforma agraria, se asignaron tierras a varios grupos organizados de chortís, cerca del 10 %.
En 1991 fueron asesinados varios líderes chortís solamente por reclamar sus derechos ancestrales.
Se creó el Consejo Nacional de Indígenas Chortís de Honduras (CONICHH) en 1994 y la Confederación Nacional de Pueblos Autóctonos de Honduras (CONPAH) en 1995.
En abril de 1997 fueron asesinados dos chortís, uno de ellos fue el líder Cándido Amador, debido a esto hubo una peregrinación a Tegucigalpa y hubo protestas por sus derechos.
En mayo de 1997 se acordó con el gobierno central la distribución de 2000 hectáreas a comunidades chortís.
En diciembre de 1997 cinco comunidades chortís obtienen 350 hectáreas de tierras de parte del Instituto Nacional Agrario (INA).
Actualmente, la mayoría de parlantes del idioma chortí habitan en y alrededor en tres pueblos en el departamento guatemalteco de Chiquimula, Jocotán, La Unión y Olopa. Existe también un grupo de parlantes del chortí que habitan entre Camotan y la frontera de Guatemala y Honduras.
La mezcla actual de cultura material e ideológica que se ha producido en toda Guatemala ha hecho que sea difícil discernir entre chortís y ladinos en muchas regiones.

## Identidad chortí

Pueblos indígenas que habitaban el territorio salvadoreño en tiempos de la conquista: 1. Nahuas pipiles, 2. Potones o Lencas salvadoreñas, 3. Kakawiras o Cacaoperas, 4. Xincas, 5. Mayas Chortis, 6. Mayas Pokomames, 7. Chorotegas.

En Wisdom se menciona que los indígenas rara vez se designan a ellos mismos como "guatemaltecos", pero si se identifican entre ellos como chorti de diferente lado, por ejemplo cuando se comparan con los chortís de Honduras, pero no conceden mucho significado a la designación. Debido al dominio de los criollos en su territorio, casi ningún Ch'orti' en ese tiempo había visitado otras regiones del país aparte de la propia, ni mucho menos a Centroamérica.
Si leemos a Charles Winsdom él menciona que los indígenas que vivían en el territorio Ch'orti', no reconocían la república de Guatemala, solamente el territorio Ch'orti'. aunque para el tiempo de su llegada, ya utilizaban la toponominia de que eran de Chiquimula, para diferenciarse de los de otra parte del territorio, pero esta referencia es más reciente pues la división del territorio ancestral tenía menos de 100 años para cuando Wisdom realizó sus estudios. El territorio se vuelve entonces en la mayor unidad social que los identifica. La mayoría de los indígenas de habla Ch'orti' se identifica como Ch'orti' según resultados recientes del censo de población realizado en el territorio en el año 2018.
Los indígenas de un municipio se consideran un poco distintos culturalmente de otros. Tal creencia tiene base aunque en la mayoría de los casos no es real. Los municipios de Jocotán, Camotán, San Juan Ermita, Quetzaltepeque, Esquipulas y La Unión son casi idénticos culturalmente, difieren en aspectos poco importantes, como el número de días de abstinencia sexual mientras se celebra la ceremonia de la siembra, o la fiesta anual del santo patrono.
El municipio es el nombre que se designó para definir las partes o pueblos en que se divide un departamento y los municipios se dividen en aldeas y caseríos, es raro escuchar que alguien se identifique con el nombre de su municipio a menos que sea del municipio, en cambio,  Cualquier indígena o ladino, se identifica con el nombre de su aldea o de su pueblo, esto dentro de su territorio, Fuera de su jurisdicción municipal el indígena se identifica dando el nombre de su aldea junto con el municipio y departamento.
En los municipios de Jocotán y Olopa, los blancos y mestizos forman la población que predomina en los pueblos. Los indígenas, cuya mayoría parece ser de sangre pura, viven en los poblados rurales. Existe un aguda distinción cultural y social entre los dos grupos. Los mestizos (llamados ladinos entre ellos) se consideran un pueblo urbano similar al de Chiquimula, principalmente porque tienen habla y cultura española y en lo racial son predominantemente blancos. Constituyen claramente la clase alta del municipio y ejercen control político y económico sobre el mismo.
La distinción entre los grupos indígena y mestizo (ladinos) se basa más en las diferencias culturales que en las raciales. Menciona: “Muchos mestizos de prestigio en Jocotán tienen la mitad o más de sangre indígena, pero son plenamente aceptados como mestizos porque cultural y psicológicamente son no indígenas en todos los aspectos […] Una distinción cultural muy importante se basa en el tipo de calzado: los mestizos calzan zapatos y los indígenas sandalias.
Si un indígena piensa que su vida mejoraría si se convierte en mestizo, se traslada al pueblo, calza zapatos y viste tantas ropas mestizas como puede; finge que no comprende las costumbres indígenas y que solo habla español, se refiere a los indígenas aldeanos como ‘ellos’ en vez de ‘nosotros’, aprende un oficio mestizo, se casa con una mestiza si le es posible e inscribe a sus hijos en la escuela pública”. Lo mismo sucede con el mestizo que se haya indianizado, los demás lo reconocen como indígena pero él se siente superior entre sus amigos y parientes por ser un poco mestizo.
Entre los indígenas no hay clases sociales distintivas, aunque existen diferencias económicas y sociales entre los individuos. Algunos tienen prestigio, tanto a los ojos de los mestizos como de los demás indígenas; éste se basa en la tenencia de tierras, la riqueza, la influencia ante los funcionarios y comerciantes mestizos, el conocimiento y habilidad profesionales y la aptitud para ser dirigentes.
“El término “indio” es el que los mestizos usan más a menudo para referirse a los indígenas; también emplean los términos ‘indito’, ‘natural’ y ‘los indígenas’. El primero de estos es el que menos connotaciones de inferioridad tiene y se emplea afectivamente, en la conversación directa, cuando el interlocutor mestizo desea evitar que el otro se sienta ofendido. El término ‘montañés’ expresa inferioridad en alto grado. Los términos ‘hombres de caites’ y ‘mujer de caites’ soun aún peores en este sentido. Los indígenas se refieren a ellos mismos empleando los términos ‘indios’ o ‘inditos’ […] Los indígenas se refieren comúnmente a los mestizos como in- te’ mestizo (un mestizo). También les dicen ah tsuk (barbudo), e tsuk-op (los barbudos), para tratarlos despectivamente les dicen ‘zambos’”.
Metz también se enfoca en explicar la identidad y pertenencia de los mayas ch′orti′ a su propia etnia. Explica, como lo hace Wisdom (de hecho cita el texto de Wisdom), para reforzar la idea de que la mayoría de los ch′orti′ aún en la actualidad no conciben la idea de Estado-nación guatemalteco. Esto lo refleja en algunas notas sobre cómo en un acto cívico de la comunidad, únicamente una persona le ‘hizo caso al himno nacional’, mientras que los demás lo ignoraron. De hecho esta persona fue un soldado del ejército que había recibido educación cívica y que por lo tanto sí lo identificaba. En la actualidad, menciona que las mujeres analfabetas son las que tienen poco conocimiento de Guatemala como nación y que lo relacionan con la capital del país. De hecho menciona, que en un salón junto a un grupo de jóvenes les mostró un mapa y les pidió que ubicaran dónde se encontraba Guatemala y estos no pudieron resaltarlo. Él hizo esto no con tal de humillar a los ch′orti′ pero para demostrar su dura marginalidad. Lo que quiere dar a entender Metz es que los ch’orti’ son extraños en su propia tierra.
Metz menciona que al parecer el llevar el nombre ch′orti′ incluye de por sí victimización. Muchos de ellos consideran que el ser ch′orti′ los hace ser víctimas y creer que ser mestizos les trae mejores oportunidades. Los ch′orti′ han enfrentado discriminación y marginalidad por siglos. La competitividad interna de los ch′orti′ hace que haya una falta de respeto entre los mismos y puedan unificarse como pueblo. Poco a poco mientras la población crece hay menos hablantes de ch′orti′, alrededor de 20 mil, todavía lo hablan en la actualidad, la población ladina ha aumentado y es complicado diferenciar a los campesinos no ch′orti′ de los ch′orti′. Cada vez más las nuevas generaciones se avergüenzan de hablar pues los ladinos se burlan de ellos y los ven como inferiores mientras lo hablan. Muchos consideran también que la piel clara es mucho más bonita y que una ‘gringa’ jamás les haría caso o los encontraría atractivos.
Plantea Metz que los ch′orti′ se han mantenido dentro de un ambiente individualizado, se han mantenido para ellos mismos y entre ellos mismos.
Winsdom menciona que los ch′orti′ no están organizados y que este un problema central en su pertenencia hacia el grupo étnico. Hay mucho individualismo. En la actualidad algunos ch′orti′ empiezan a estar conscientes de su idioma y de su cultura.
Muchas veces los ch′orti′ consideran a los mayas del área occidental como exóticos, porque utilizan trajes tradicionales mayas y hacen ceremonias extravagantes. Y muchas veces se alejan de ellos (otro grupos mayas) con tal de que no los identifiquen como indígenas, pues mientras menos indígenas se vean, mejor.
Uno de sus informantes comenta que los ch′orti′ deben sentirse orgullosos de quienes son como lo hacen los de occidente y reivindicarse porque mucho de lo que se ha perdido puede recuperarse todavía. Hay muy pocos involucrados en el movimiento maya debido a que pocos (casi nulos) tienen el alcance de educación que algunos de los líderes del movimiento maya tienen, como en el caso occidental, es por esto que pocos pueden adentrarse a temas de reivindicación, memoria histórica, recuperación del idioma y la cultura, etc. Otro problema es la poca comunicación que tiene el área ch’orti con sus alrededores, todavía, en ese tiempo, la comunicación era escasa. Por otro lado, el factor ladino ha hecho que los ch′orti′ por su fuerte subordinación consideren que el involucrarse al Movimiento Maya es peligroso.

## Alimentación y contexto cultural
La agricultura, que es principal fuente de alimentación para los chortís se centra alrededor de producción de maíz, frijoles y calabaza. Principalmente se cosechan cuatro tipos de maíz y seis tipos diferentes de frijol y tres tipos de calabaza entre otros cultivos de enredadera.
Los chortís también siembran tabaco, arroz, caña de azúcar, plantas forrajeras, legumbres, pacaya, papas, cebollas, pepino y varios tipos de banano entre otros cultivos.
Hay cuatro técnicas culinarias en la región Chorti, en orden de su importancia, consisten en cocer y tostar en comal, hervir, hornear entre carbones encendidos y cenizas, y asar en asador. La técnica de tostar en fuego abierto o entre cenizas calientes, se utiliza sin necesidad de recipientes, para preparar maíz de primavera en mazorca, calabazas, pacayas y otros frutos y para volver a calentar ciertos alimentos, como el totoposte.
El maíz en cualquiera de sus preparaciones se consume en todas las comidas, todos los días del año. El maíz se puede preparar en tortillas, atol, tostadas, entre otros. Usualmente se combinan con otros alimentos básicos como lo son las legumbres, etc. 5.
Los chortís están situados en la sección central del oriente de Guatemala, principalmente en el departamento de Chiquimula, pero se extienden diez millas más allá de la frontera hondureña, dejando en su interior al municipio de Copán. La mayor parte de la población indígena vive en los municipios de La Unión, Jocotán, Camotán, San Juan Ermita, Olopa, Quetzaltepeque y Copán. Los municipios que rodean al área indígena están poblados principalmente por ladinos; la mayoría chortí no los considera parte de su área nativa y sus escasos indígenas parecen ser culturalmente más ladinos que indígenas y así son considerados. Los chortís se relacionan únicamente con los pokomames por relaciones comerciales.

## Arquitectura

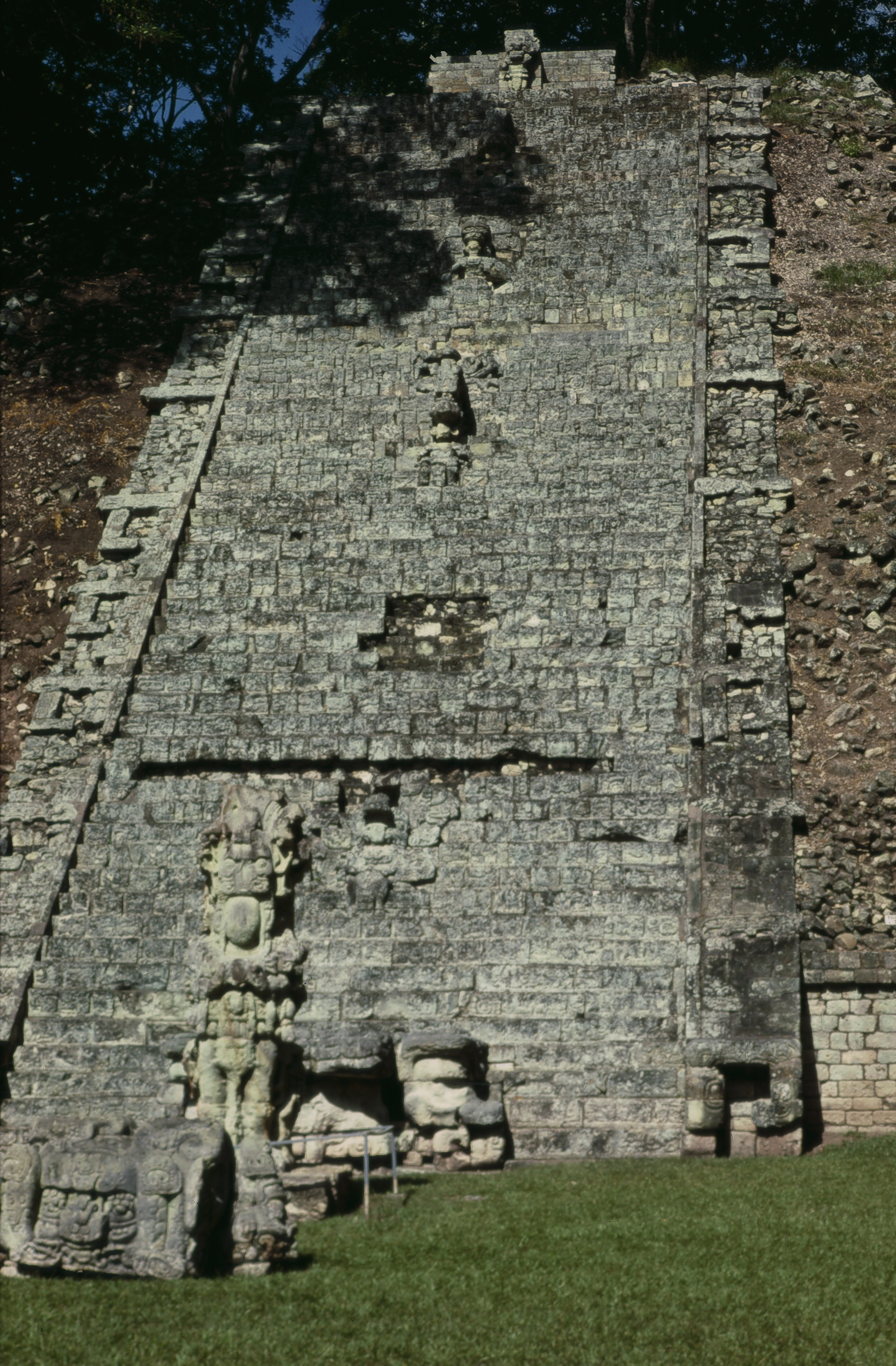
Escalinata geroglifica en Copán, Honduras.

Por lo general la vivienda principal de la familia tiene dos o tres casas-dormitorios, varias trojes (para almacenar maíz, legumbres y aperos agrícolas), una cocina, un excusado para las mujeres, un trapiche con su correspondiente equipo, una casa-altar y el cementerio familiar. Se construyen dos tipos de casas: uno grande, que sirve generalmente de dormitorio o cocina, y uno pequeño, que se utiliza como granero, enramada o cualquier otro género de estructura temporal. 
La madera mayor se extrae de diversas variedades silvestres, cuyas ramas pequeñas se utilizan como vigas, tirantes o viguetas, varillas y refuerzos. Para atacar las diversas piezas entre sí se utilizan varios bejucos que se endurecen y vuelvan fibrosos al secarse, y tiras rajadas de la corteza de algunos árboles. La corteza se corta en tiras de un cuarto de pulgada de grueso y así se obtiene un material resistente.

## Vestuario
Modernamente los indígenas han perdido la costumbre del tejido y han optado por comprar prendas prefabricadas, usualmente por costureras ladinas. El vestuario moderno usualmente utilizan es bastante simple. Los hombres suelen vestir una larga y sencilla camisa de algodón, pantalones del mismo material, sombrero y pañuelo (traje tradicional). Sobre esto usualmente se utiliza una cinta de tela roja o púrpura. Las mujeres comparten la costumbre de una blusa blanca de algodón y utilizan falda azulada hecha de una sola pieza larga de tela, la cual se sostiene con un cinturón de tela.

## Etnia chortí
El Seminario puso a disposición en 1961, en un esfuerzo de estudio etnológico, la vida social, religiosa y económica de una región tan poco conocida en los sectores del país, como lo son los chortís.
El idioma (tcor ti’; en español, chortí) parece ser idéntico en los municipios de Jocotán, La Unión, Camotán y Olopa. En Quetzaltepeque los informantes afirmaron que la lengua difería fonéticamente, no obstante de acuerdo con los informantes no hay diferencias estructurales en toda el área de habla chortí. Por necesidad los chortís utilizan como lengua comercial el español y tienden a emplearla en los mercados; ningún ladino sabe más de algunas docenas de palabras chortís ni es capaz de tener una conversación.
El chortí es una lengua doméstica, que se habla casi exclusivamente en los hogares de las aldeas. En las aldeas de Jocotán y Olopa hay un reducido número de familias indígenas que habla más español que chortí. Por lo general, éstas se enorgullecen del grado de cultura ladina que poseen; se va perdiendo generacionalmente ya que el abuelo lo habla perfectamente, el hijo solo sabe comunicarse y el nieto únicamente conoce algunas palabras.
Wisdom hace una etnografía minuciosa en cuanto define ‘racialmente’ a los indígenas chortís, dando una descripción de ellos físicamente. Habla sobre su estatura, el tamaño de sus labios, su musculatura, tamaños de frente, nariz, etc. Se dedica casi la mitad de la obra a describir geográficamente las diferencias entre chortís de Jocotán por ejemplo, y los de Camotán; comparando y haciendo similitudes en su forma de siembra, indumentaria, vivienda, etc. Se dedica verdaderamente a explicar cada detalle de la vida de los chortís, hasta llegar al punto de explicar qué tipo de costales usaban, qué tipo de banano cultivaban y en qué épocas, incluso hasta dónde le llegaban los calzoncillos a los hombres (a seis pulgadas de distancia del tobillo) haciendo que la lectura sea colorida y minuciosa, aunque por momentos incómoda porque pareciera que estudiara a los chortís de manera ‘pura’, etnonostálgica.
La mayor parte del tiempo de trabajo de todos los indígenas se invierte en el cultivo, la recolección y el almacenaje de los alimentos para el consumo doméstico y las plantas industriales. Wisdom menciona: “Sus ropas son hechas localmente de muselina importada, o tejidos en otras partes de Guatemala. Tampoco poseen máquinas de coser. “Las camisas que visten las mujeres y los varones, así como los calzoncillos que usan, con confeccionados por las costureras ladinas”. Por otro lado, la religión indígena representa una fusión de elementos paganos y católicos. Las más importantes festividades son celebradas como parte del ciclo agrícola, pero sus fechas coinciden con frecuencia con las de las fiestas prescritas por el calendario católico. En ningún caso son conscientes los indígenas de las diferencias de origen de los elementos religiosos o ceremoniales de la cultura.
El autor Metz coloca a los chortís coincidiendo con Wisdom como un grupo relegado y olvidado del país pero que está resurgiendo y se está reivindicando en la contemporaneidad. Tal vez este grupo llama la atención de vez en cuando a los periódicos por sus altos índices de desnutrición y hambre pero ahora da algo más que hablar, y esto abarca el tema de etnicidad. Menciona que por mucho tiempo los mayas ch’orti’ fueron identificados como ‘los ladinos de Chiquimula’ y que actualmente solo una fracción de personas habla ch’orti’, utiliza vestidos distintivos y se ha apegado a una religión civil.
Metz habla en su libro sobre el nuevo término ‘maya’ y menciona que es necesario utilizarlo en cuanto se reproduce socialmente y se mantiene en el subconsciente de las personas. El término ‘maya’ es una forma de descolonizar a los indígenas. Cada vez más grupos de indígenas han ganado atención política y económica que los ha hecho ganar un reconocimiento a nivel nacional e internacional. Él rechaza el argumento de los antimayanistas que dicen que como los indígenas no se proclamaron ‘mayas’ desde un inicio, entonces ahora cómo pueden nombrarse así si no lo son. Muchos califican a estos mayas como no auténticos.
Metz comenta que a partir de los 90 los Ch′orti′ ya no consideraban a los ladinos como superiores, no necesariamente se reivindicaban como indígenas porque el término como tal les trae connotaciones negativas pero que preferían que los llamaran ‘gente de las aldeas’ y que sucedió un proceso de mestizaje que fenotípicamente ya era complicado definir si una persona era indígena o ladina.
Por otro lado, el segundo texto que seleccioné para compararlo con Wisdom, fue Ch'orti'-Maya survival in Eastern Guatemala: indigeneity in transition, por B.E. Metz. Este libro fue publicado en el 2006 y es una visión mucho más actual del grupo étnico y hace énfasis en esta identidad chortí y maya que está renaciendo.porque el término como tal les trae connotaciones negativas pero que preferían que los llamaran ‘gente de las aldeas’ y que sucedió un proceso de mestizaje que fenotípicamente ya era complicado definir si una persona era indígena o ladina.

## Economía
Los chortís son un pueblo agricultor que cultiva principalmente maíz, frijol, caña de azúcar, tabaco, arroz y diversas hortalizas, y que complementa sus alimentos cultivados con carne de gallina, un poco de carnes de res y cerdo, algunas verduras silvestres y los productos derivados de la caza y la pesca. En general necesitan importar muy pocos alimentos, porque la mayor parte de su área es autosuficiente.

## Los chortís en la literatura

### Los chortís de Guatemala
La obra Los Chortis de Guatemala, escrita por Charles Wisdom, es una etnografía minuciosa especialmente de Jocotán y Olapa, en Chiquimula y de forma menos intensiva en otros municipios del área chortí y ladina del propio departamento como La Unión, en Zacapa y de Copán, en Honduras. El prólogo del libro menciona: “Parece como si existiera una línea tajante de demarcación entre las regiones etnográficas de Guatemala; como si los intereses tuvieran importancia exclusivamente local, sin conexión alguna entre ellos. Si preguntáramos a una persona, de cierto nivel cultural, oriunda de una comunidad occidental, acerca de las características de cualquiera de los grupos chortís, difícilmente podría respondernos de forma satisfactoria y viceversa […] tal es la forma separada en la que se encuentran los grupos en la población guatemalteca”.
En el libro se detalla que los chortís están situados en la sección central del oriente de Guatemala, principalmente en el departamento de Chiquimula, pero se extienden diez millas más allá de la frontera hondureña, dejando en su interior al municipio de Copán. La mayor parte de la población indígena vive en los municipios de La Unión, Jocotán, Camotán, San Juan Ermita, Olopa, Quetzaltepeque y Copán. Los municipios que rodean al área indígena están poblados principalmente por ladinos; la mayoría chortí no los considera parte de su área nativa y sus escasos indígenas parecen ser culturalmente más ladinos que indígenas y así son considerados. Los chortís se relacionan únicamente con los pokomames por relaciones comerciales.

### Ch'orti'-Maya survival in Eastern Guatemala: indigeneity in transition
Ch'orti'-Maya survival in Eastern Guatemala: indigeneity in transition, escrito por B.E. Metz, publicado en el 2006. En él, su autor muestra una visión mucho más actual del grupo étnico, y hace énfasis en esta identidad chortí y maya que está renaciendo.

## Telecomunicaciones
Han surgido instituciones como Radio Ch′orti′ que promueve el uso del idioma y expresión oral ch′orti′. Pareciera que los ch′orti′ nunca se han identificado con otros grupos mayas y que hasta ahora empieza a integrarse y crear una visión de ‘camaradería’ con otros grupos.